# Phaeoses
Phaeoses is een geslacht van vlinders van de familie echte motten (Tineidae), uit de onderfamilie Hieroxestinae.

## Soorten
- P. caenologa (Meyrick, 1915)
- P. flabilis (Turner, 1923)
- P. leucoprosopa (Turner, 1923)
- P. lithacma (Meyrick, 1921)
- P. pileigera (Meyrick, 1913)
- P. sabinella Forbes, 1922